# Pompée (sainte)
Pour les articles homonymes, voir Pompée (homonymie) et Aspasie (homonymie).
 (janvier 2012).
Si vous disposez d'ouvrages ou d'articles de référence ou si vous connaissez des sites web de qualité traitant du thème abordé ici, merci de compléter l'article en donnant les références utiles à sa vérifiabilité et en les liant à la section « Notes et références ».
Sainte Pompée (en latin : Alma Pompeia ou en breton : Koupaia), connue aussi sous le nom de sainte Aspasie, est une sainte originaire de Grande-Bretagne et immigrée en Armorique au VIe siècle. La sainte est fêtée le 2 janvier.

## Biographie légendaire
Fille du roi Eusèbe et de Sainte Landouenne, Sainte Pompée est l'épouse du roi légendaire Hoël Ier dit « le Grand » qui règne sur la Bretagne armoricaine. Au début de son mariage, les Frisons, alliés des Francs, firent en 509 une irruption dans l'Armorique, s'emparèrent du pays, puis en chassèrent les princes et les seigneurs. Ces événements obligèrent le roi Hoël et sa famille à passer la mer pour se réfugier en Grande-Bretagne. 
Quatre ans plus tard, seul Hoël débarquait de nouveau sur le continent et reprenait possession de son royaume. Ce ne serait toutefois qu'après la mort du roi, en 545, que Pompée et sa fille Sève seraient revenues en Armorique, dans l'émigration dirigée par son fils saint Tugdual.
Elle s'installa à proximité du monastère de Tréguier, fondé par ce dernier, et mourut à cet endroit même, là où s'élève aujourd'hui l'église de Langoat. Ses reliques y sont encore conservées et un cénotaphe lui est dressé.

### Descendance
Sainte Pompée eut sept enfants dont : 
- Hoël II, roi de Bretagne
- Saint Tugdual :  un des sept saints fondateur de la Bretagne
- Sainte Sève
- Saint Lunaire ou Leonor

## Ses traces dans la Bretagne actuelle
- Langoat : église Sainte-Pompée en forme de croix latine. Tombeau dit de sainte Pompée et panneaux en bas-relief racontant sa légende. Statues anciennes de sainte Pompée, de saint Tugdual (son fils) en pape, de saint Leonor (son autre fils), de sainte Sève (sa fille)[2].
- Sainte-Sève : l'église Sainte-Sève contient une statue de sainte Pompée et le nom d'un lieu-dit (Trébompé) provient probablement d'une déformation du nom de Pompée.

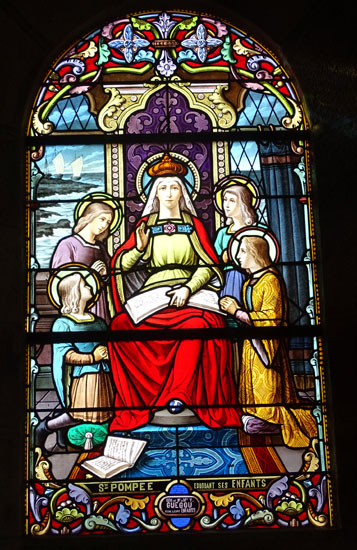
Sainte Pompée (église de Trezeny)

- Vallée des Saints : Une statue de sainte Koupaia, nom breton de sainte Pompée, sculptée par P. Le Guen et P. Leost dans le granit bleu de Lanhelin, a été érigée en 2012.

- Trezeny : il y a un vitrail représentant sainte Pompée dans l'église saint Zény.

### Sources
- Dictionnaire des Saints bretons (Editions Sand - 1985)